# Kurban Berdyjev
Kurban Berdyjev (turkmensky Gurban Berdyýew, rusky Курбан Бекиевич Бердыев; * 25. srpna 1952, Ašchabad Turkmenská SSR, Sovětský svaz) je bývalý turkmenský resp. sovětský fotbalista a reprezentant a také trenér FK Rostov. V letech 2001-2013 byl hlavní trenér ruského klubu FK Rubin Kazaň, kde zažil řadu úspěchů.

## Klubová kariéra
Berdyjev je odchovancem turkmenského klubu Kolhozçy Aşgabat, kde hrál v mládežnických týmech od roku 1966. Do A-týmu se dostal v roce 1971. Poté působil i v kazašském klubu FK Kajrat a v ruském Rostovu.

## Trenérská kariéra

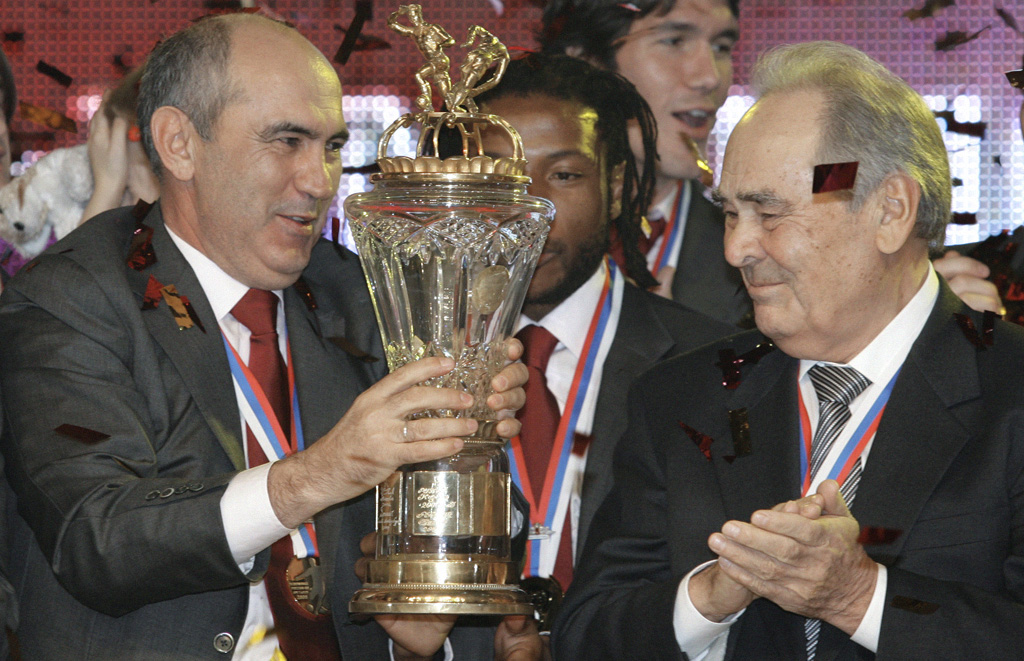
Kurban Berdyjev (vlevo) a prezident Tatarstánu Mintimer Šaimijev

V Rubinu Kazaň se Berdyjev proslavil jako trenér, tým dovedl k postupu do ruské Premier Ligy v roce 2002, a získal bronzové medaile ve své první sezoně v nejvyšší lize (2003). V roce 2008 se Rubin poprvé stal mistrem Ruska. V roce 2009 tým zopakoval úspěch, již podruhé vyhrál nejvyšší ligovou soutěž Ruska. V roce 2010 FK Rubin obsadil třetí místo. V sezoně 2011/12 vyhrál ruský fotbalový pohár a získal i dva ruské Superpoháry.
V prosinci 2013 byl z funkce hlavního trenéra po sérii slabých výsledků odvolán.